# Eryngium goulartii
Eryngium goulartii är en flockblommig växtart som beskrevs av Auguste François Marie Glaziou och Ignatz Urban. Eryngium goulartii ingår i släktet martornar, och familjen flockblommiga växter. Inga underarter finns listade i Catalogue of Life.